# Lista dos personagens de The Chronicles of Narnia
Esta é uma lista das personagens fictícias criadas pelo escritor C. S. Lewis para a série de livros As Crônicas de Nárnia, contendo a relação dos livros da série nos quais aparecem.

## Humanos
Chamados de "Filhos de Adão" e "Filhas de Eva", alguns humanos saíram de nosso mundo e foram para Nárnia. Entre eles estão:
- Alberta, Tia: Mãe de Eustáquio Mísero. (VPA)
- Arnaldo, Tio: Pai de Eustáqio Mísero. (VPA)
- André, Tio: Tio de Digory, mágico que faz os anéis. (SM)
- Digory Kirke/Gregório Kirke ou Professor Kirke: Segundo humano a sair do nosso mundo. (SM, LFG, UB)
- Edmundo: Um dos irmãos Pevensie. Aslam morreu em seu lugar. (LFG, CM, PC, VPA, UB)
- Eustáquio Mísero/Eustáquio Pífio: Primo dos irmãos Pevensie, transformado depois de ir à Nárnia. (VPA, CP, UB)
- Eva, Margarida e Isabel: Criadas de Digory/Gregório Kirke. (LFG)
- Franco: Cocheiro em Londres e primeiro rei de Nárnia. (SM, UB)
- Helena: Esposa de Franco e primeira rainha de Nárnia. (SM, UB)
- Jill Pole/Gilda Pole/Giu Fontes: Amiga de Eustáquio no colégio experimental. (CP, UB)
- Leta, Tia: Tia de Digory/Gregório, irmã de sua mãe. (SM)
- Lúcia: Uma dos irmãos Pevensie; a primeira deles a entrar em Nárnia. (LFG, CM, PC, VPA, UB)
- Mabel: Mãe de Digory/Gregório. (SM)
- Marta, Dona: Criada do professor Kirke. (LFG)
- Pedro: Um dos irmãos Pevensie; grande rei de Nárnia. (LFG, PC, UB)
- Polly Plummer: Amiga de Digory/Gregório, primeira humana a sair do nosso mundo. (SM, UB)
- Susana: Uma das irmãs Pevensie; não entrou para a Verdadeira Nárnia. (LFG, CM, PC)

## Humanos naturais de Nárnia
Nesta lista estão telmarinos, calormanos e arquelandeses, que nasceram no mundo de Nárnia.
- Achosta Tarcaã: Pretendente arranjado pela madrasta de Aravis; calormano de 60 anos que recebeu favor do Tisroc. (CM)
- Aravis Tarcaína: Filha de um nobre calormano que deseja casá-la com outro homem contra a sua vontade. (CM, UB)
- Arriche: Pai adotivo de Shasta, criando-o desde que o encontrou. (CM)
- Corin Mão-de-Ferro, Príncipe: Irmão mais novo do príncipe Cor, filho do rei Luna. (CM, UB)
- Cornelius, Doutor: Meio anão, meio humano. É tutor do príncipe Caspian. (PC)
- Drinian: Capitão do Peregrino da Alvorada. (VPA, UB)
- Emeth: Calormano que entra no País de Aslam. (UB)
- Erimon, Lorde: Telmarino, morto por Miraz. (PC)
- Glozelle, Lorde: Telmarino, matou Miraz. (PC)
- Lasaralina Tarcaína: Calormana da nobreza e amiga de Aravis. Destaca-se o seu comportamento fútil. (CM)
- Pug: Pirata de Felimate. (VPA)
- Rishda Tarcaã: Calormano que trama junto com Manhoso a invasão de Nárnia. (UB)
- Shasta: Chamado também de "príncipe Cor da Arquelândia", é um fugitivo da Calormânia. (CM, UB)
- Sopespian, Lorde: Telmarino morto por Pedro. (PC)

### Os sete fidalgos
São os sete fidalgos enviados ao mar por Miraz a fim de evitar a oposição deles a seu plano de se tornar rei. Eles são:
- Argos, Lorde (VPA)
- Bern, Lorde (VPA, UB)
- Mavramorn, Lorde (VPA)
- Octasiano, Lorde (VPA)
- Restimar, Lorde (VPA)
- Revilian, Lorde (VPA)
- Rupe, Lorde (VPA)

## Reis e rainhas de Nárnia

### Reis do país de Nárnia
Houve muitos reis e rainhas em Nárnia. Estes são apenas alguns deles:
- Caspian I: Conquistador de Nárnia e primeiro rei de origem telmarina. (PC)
- Caspian VIII: Rei de Nárnia, telmarino, pai de Caspian IX e de Miraz. (PC)
- Caspian IX: Rei de Nárnia, assassinado pelo seu irmão Miraz. (PC)
- Caspian X: Rei legítimo de Nárnia; tirou o seu tio Miraz, usurpador do trono. (PC, VPA, CP, UB)
- Cisne Branco: Rainha de Nárnia que reinou algum tempo antes da Feiticeira Branca. Dizem que ela era tão bela que sua beleza podia ser comparada a de uma estrela e que se ela olhasse seu reflexo na água, ele permaneceria lá por 1 ano. (UB)
- Edmundo: Rei junto com seus irmãos com o título de O Justo. (LFG, CM, PC, VPA, UB)
- Erlian: Rei de Nárnia, pai do rei Tirian, penúltimo rei de Nárnia. (UB)
- Franco: Primeiro rei de Nárnia instituído por Aslam. (SM, UB)
- Furacão: Rei que salvou as Ilhas Solitárias de um dragão. (UB)
- Helena: Primeira rainha de Nárnia, esposa do rei Franco. (SM, UB)
- Jadis: A Feiticeira Branca que submeteu Nárnia ao inverno de 100 anos. Era uma mulher bem mais alta do que as mulheres do nosso mundo, e incrivelmente mais bela também. (SM, LFG).
- Lúcia: Rainha junto com seus irmãos com o título de A Destemida. Tinha cabelos dourados, alegria contagiante, e um grande e mole coração, mas apesar disso lutava como um homem(ou no mínimo como um rapazinho). (LFG, CM, PC, VPA, UB)
- Miraz: Rei usurpador do trono, que assassinou seu irmão para consegui-lo. (PC)
- Pedro: Foi O Grande Rei de Nárnia recebendo o título de  O Magnífico. Foi general do exército narniano, imperador das Ilhas Solitárias, e nomeado por Aslam como "Terror dos lobos". (LFG, PC, UB)
- Prunaprismia: Rainha usurpadora do trono junto com seu marido, rei Miraz. (PC)
- Rilian: Filho do rei Caspian X. (CP, UB)
- Susana: Rainha junto com seus irmãos com o título de A Gentil. Foi uma das mais formosas rainhas de Nárnia. Era diplomata, à vezes pessimista, mas ótima nadadora e arqueira. (LFG, CM, PC)
- Tirian: Último rei de Nárnia. Tinha cabelos loiros, olhos azuis e era musculoso. (UB)

### Reis da Arquelândia
- Aravis: Tarcaína na Carlomânia, mas casou-se com o príncipe/rei Cor e se tornou rainha, logo foi a mãe de Aries, o Grande. (CM)
- Aries: Grande Rei da Arquelândia, filho de Cor e Aravis. (CM)
- Col: Primeiro rei da Arquelândia, filho de Franco V. (vide linha do tempo de Nárnia)
- Cor: Nome real de Shasta, filho do rei Luna. Fora criado como filho de um pescador calormano, mas descobriu ser filho de um rei na sua aventura ao fugir da Calormânia. (CM)
- Luna: Rei da Arquelândia, pai dos príncipes Cor e Corin. Loiro, gordinho e cara-de-maçã. (CM)
- Naim: Rei da Arquelândia. Doutor Cornelius aconselha Caspian a fugir até a corte dele. (PC)

### Reis da Calormânia
- Rabadash, o Ridículo: Príncipe da Calormânia que comanda uma tentativa frustrada de invasão à Arquelândia. (CM)
- Tisroc: Título dado aos reis da Calormânia, sempre saudado pela expressão "Que ele viva para sempre". (CM)

## Animais falantes
Aslam concedeu a habilidade de falar a alguns animais durante a criação daquele mundo. Os animais falantes são conscientes como pessoas, e podem ser maiores que seus semelhantes que não falam.
- Aslam: Leão criador e protetor de Nárnia. Aparece sempre que o país está em perigo.[3] (SM, LFG, CM, PC, VPA, CP, UB)
- Bri ou Brirri-rini-brini-ruri-rá: Cavalo que tem a companhia de Shasta na fuga para Nárnia. (CM)
- Castor, Sr.: Castor que encontra os irmãos Pevensie na casa do fauno Tumnus, levando-os ao encontro com Aslam. (LFG)
- Castor, Sra.: Esposa do Sr. Castor. (LFG)
- Confuso: Burro usado pelo seu amigo Manhoso para vestir uma pele de leão e se passar por Aslam. (UB)
- Huin: Égua de Nárnia; acompanha Aravis na fuga para Nárnia. (CM)
- Manhoso: O macaco velho que engana os narnianos e se alia aos calormanos. (UB)
- Maugrim: Lobo chefe da polícia da Feiticeira Branca. (LFG)
- Vardan: Lobo, braço direito de Maugrim;
- Morango: Cavalo levado de nosso mundo para Nárnia. Recebe o nome de Pluma após ser transformado por Aslam em um cavalo alado. (SM)
- Plumalume: Coruja falante de Nárnia. (CP)
- Ruivo: Gato que conspira contra Nárnia junto com Manhoso. (UB)
- Sagaz: Águia que apoiou o rei Tiran na batalha contra os Carlomanos. (UB)
- Veado Branco: Veado branco como leite. Dizem que quem conseguir captura-lo, terá seus desejos realizados. (LFG)
- Ripchip: Rato que comandou um conjuto de outros ratos na luta contra os telmarinos. Anos depois ele viaja com Caspian X a bordo do Peregrino da Alvorada em busca dos sete fidalgos, e depois decide ficar no país de Aslam. (PC, VPA, UB)

## Feiticeiras
- Feiticeira Branca ou Jadis: Imperatriz de Charn e falsa rainha de Nárnia.[3] (SM, LFG)
- Feiticeira Verde: Rainha do mundo inferior que pretendia conquistar Nárnia. Embora seja conhecida pelos fãs por Feiticeira Verde, o autor C. S. Lewis chamou-a de A Dama do Vestido Verde, tal como a personagem autointitula-se. (CP)

## Gigantes
- Rumbacatambau: Gigante que acidentalmente levanta Lúcia ao pegar seu lenço. (LFG)
- Verruma: Gigante desajeitado que luta ao lado do príncipe Caspian. (PC)
- Pai Tempo: Gigante acordado no fim do mundo para pegar o sol. (CP, UB)
- Piro: Gigante que ameaçou a Arquelândia. Deu nome ao Monte Piro. (CM)
- Pé-de-Pedra: Gigante na listagem de Tirian ao centauro Passofirme. (UB)

## Criaturas mitológicas
Lewis buscou inspiração para algumas criaturas na mitologia grega e romana. As criaturas mitológicas foram criadas por Aslam durante a criação de Nárnia, e são conscientes como os humanos e animais falantes.
- Baco: Responsável pelo vinho e a alegria. Nome dado segundo a divindade romana. (PC)
- Golgo: Gnomo questionado por Rilian. (CP)
- Papai Noel: Entrega os presentes aos irmãos Pedro, Susana e Lúcia. (LFG)
- Passofirme: Observador de estrelas e amigo de Tirian. (UB)
- Pluma: Cavalo alado que no qual Morango foi transformado. (SM)
- Precioso: Unicórnio amigo do rei Tirian, que nunca foi enganado pelo falso Aslam. (UB)
- Tumnus, Sr.: Fauno que encontra Lúcia depois que ela entra em Nárnia pelo guarda-roupa. Aslam o ressucita no castelo da Feiticeira.[3] (LFG, CM)
- Faunos: aparecem em todos os livros lutando ao lado de Aslam.

## O Grande Conselho
No livro Príncipe Caspian houve uma grande reunião dos narnianos escondidos dos invasores telmarinos nas montanhas para ver o príncipe Caspian, festejo que acabou virando um conselho de guerra. Estes são os participantes mencionados.
- Barbaças: Ouriço falante de Nárnia. (PC)
- Caça-Trufas: Texugo falante que acolhe o príncipe Caspian depois de sua fuga do castelo de Miraz. (PC)
- Camillo: Lebre que participa do Grande Conselho. (PC)
- Ciclone: Centauro profeta e observador das estrelas. Ele e seus três filhos lutam ao lado de Caspian. (PC)
- Cinco Anões Negros: Anões negros que moram numa ravina seca e rochosa. (PC)
- Dumnus: um fauno. (PC)
- Escava Terra: Líder das toupeiras que Caspian conhece. (PC)
- Farfalhante: Esquilo falante que se encontra com príncipe Caspian. (PC)
- Girbius: Fauno. (PC)
- Mentius: Fauno. (PC)
- Nikabrik: Anão negro que tenta matar Caspian, e que logo depois morre tentando invocar a Feiticeira Branca. (PC)
- Nausus: Fauno. (PC)
- Nimienus: Fauno. (PC)
- Obentinus: Fauno. (PC)
- Oscuns: Fauno. (PC)
- Ripchip: Rato falante de Nárnia, e valente guerreiro apesar do seu tamanho. Tem o controle sobre onze ratos que o seguem. (PC, VPA)
- Sete Irmãos do Bosque Trêmulo: Anões Vermelhos que moram numa pedra achatada, em cima de uma montanha. (PC)
- Três Trincadores, Os: Texugos como o Caça-trufas. (PC)
- Trumpkin: Também chamado de N.C.A., anão vermelho incrédulo nas histórias da antiga Nárnia. Muda ao encontrar Aslam pessoalmente. (PC)
- Ursos Barrigudos, Os: Ursos falantes de Nárnia. (PC)
- Voltinus: Fauno. (PC)
- Voluns: Fauno. (PC)

## Anões
Anões reais de Nárnia não têm sangue humano. Os anões negros possuem barba e cabelos escuros, e os anões vermelhos possuem cabelos e barba ruivos.
- Grifo: Anão que se rebela contra o rei Tirian. (UB)
- Nikabrik: Anão negro que tenta matar Caspian, e que logo depois morre tentando invocar a Feiticeira Branca. (PC)
- Poggin: Anão que permanece leal ao rei Tirian. (UB)
- Ranzinza: Anão incrédulo que não consegue ver o país de Aslam. (UB)
- Trumpkin: Também chamado de N.C.A. (Nosso Caro Amiguinho): anão vermelho incrédulo nas histórias da antiga Nárnia. Muda ao encontrar Aslam pessoalmente. (PC, CP)

## Estrelas
As estrelas no céu de Nárnia são criaturas vivas que podem mudar de posição quando querem transmitir mensagens aos moradores deste mundo.
- Alambil: Senhora da Paz; estrela que Caspian foi ver no alto da torre com o Dr. Cornelius. (PC)
- Coriakin: Estrela que deveria governar os Tontópodes como punição dada por Aslam. O motivo da punição é "algo que não é para os humanos saberem". (VPA)
- Ramandu: Estrela que vive em uma ilha ao leste de Nárnia. (VPA)
- Liliandil: Nome da filha de Ramandu descrito no filme. Casou-se com Caspian e se tornou rainha de Nárnia. Mãe de Rilian. (PC, VPA)
- Tarva: Senhor da Vitória; estrela que Caspian foi ver no alto da torre com o Dr. Cornelius. (PC)

## Outros
- Brejeiro: Paulama que acompanha Jill e Eustáquio na missão de trazer Rilian de volta. (CP)
- Imperador de Além-Mar: Apenas mencionado, é pai de Aslam. (LFG, CM, PC, VPA)
- Tash: Divindade adorada pelos calormanos, tendo cabeça de abutre e pedindo sacrifícios sanguinários. (CM, UB)

## Personagens dos filmes
Há personagens que são criações específicas para os filmes e não são mencionados nos livros.
- Asterius: Minotauro que luta ao lado de Caspian. (filme PC)
- Ankle slicer: Criaturas que lutaram no exército da feiticeira. Usam suas lâminas para cortarem os tornozelos dos oponentes. (filme LFG)
- Bultitude: Nome dado a um dos Ursos Barrigudos (filme PC)
- Celeus: Fauno que luta ao lado de Caspian (filme PC)
- Electrus: Sátiro que luta ao lado de Caspian (filme PC)
- Felipe: Cavalo de Edmundo. (filme LFG)
- Ginarrbrik: Anão servo da Feiticeira Branca. (filme LFG)
- Grifos: Criaturas mitológicas que lutam ao lado de Aslam. (filme LFG)
- General Otmin: Minotauro líder do exército da feiticeira.(filme LFG)
- Helena Pevensie: A mãe dos irmãos Pevensie que os protege durante os bombardeios. Depois vai se despedir deles na estação. (filme LFG)
- Orieus: Centauro que luta ao lado de Aslam. (filme LFG)
- Tyrus: Sátiro que morre tentando matar Miraz. (filme PC)
- Gael: Garota que embarca no Peregrino da Alvorada, sem ser vista por ninguém. (filme VPA)